# Leptostylis quadridentata
Leptostylis quadridentata is een zeekommasoort uit de familie van de Diastylidae. De wetenschappelijke naam van de soort is voor het eerst geldig gepubliceerd in 1985 door Gamo.